# علي الشمراني
علي بطاش الشمراني (مواليد 1 يوليو 1991) هو لاعب كرة قدم سعودي يلعب في نادي كميت.

## مسيرة اللاعب
مثل سابقاً نادي العرين ونادي التضامن ونادي الوطني .